# Vitali Sevastjanov
Vitali Ivanovitsj Sevastjanov (Russisch: Вита́лий Ива́нович Севастья́нов) (Krasno-oeralsk, 8 juli 1935 – Moskou, 5 april 2010) was een Russisch ruimtevaarder. Sevastjanov’s eerste ruimtevlucht was Sojoez 9 met een Sojoez draagraket en vond plaats op 1 juni 1970. Doel van deze vlucht was de grenzen van zowel technische middelen als de mens in de ruimte te verkennen. De voor die tijd lange vluchtduur brak het toenmalige duurrecord. 
In totaal heeft Sevastjanov twee ruimtevluchten op zijn naam staan. Tevens maakte hij deel uit van de backup crew voor Sojoez 8, Sojoez 11, Sojoez 12 en Sojoez 17. In 1993 ging hij als astronaut met pensioen en in 1994 werd hij afgevaardigde van de Staatsdoema, het lagerhuis van de Russische Federatie. Hij ontving twee keer de titel Held van de Sovjet-Unie.